# TT137
La tombe thébaine TT 137 est située à Cheikh Abd el-Gournah, dans la nécropole thébaine, sur la rive ouest du Nil, face à Louxor en Égypte.
C'est la sépulture de Mosé, chef des ouvriers du seigneur des Deux Terres, datant du règne de Ramsès II (XIXe dynastie). L'épouse de Mosé se nomme Takharou ; son père, Bak, est un dignitaire, chef des travaux de la place de l'éternité, et le nom de sa mère est Tekhou.